# Данкомби (Ајова)
Данкомби (енгл. Duncombe) град је у америчкој савезној држави Ајова. По попису становништва из 2010. у њему је живело 410 становника.

## Демографија
Према попису становништва из 2010. у граду је живело 410 становника, што је -64 (-13.5%) становника више него 2000. године.
| Група             | 2000.       | 2010.       |
| Белци             | 464 (97,9%) | 392 (95,6%) |
| Афроамериканци    | 0 (0,0%)    | 2 (0,5%)    |
| Азијати           | 1 (0,2%)    | 3 (0,7%)    |
| Хиспаноамериканци | 3 (0,6%)    | 4 (1,0%)    |
| Укупно            | 474         | 410         |